# إريك س. أندرسون
إريك س. أندرسون (بالإنجليزية: Eric C. Anderson) هو رائد أعمال أمريكي، ولد في 1974.